# Oberrieder Bach
Der Oberrieder Bach, im Oberlauf Dudenbach genannt, ist ein etwa 12,3 km langer, südwestlicher und linker Zufluss der Werra im Werra-Meißner-Kreis im Nordosten von Hessen (Deutschland).
Die Bereiche um den Oberrieder Bach zwischen Hilgershausen und dem südlichen Ortsausgang von Oberrieden wurden im Juli 1957 mit einer Verordnung der Unteren Naturschutzbehörde beim Kreisausschuss des Landkreises Witzenhausen und mit Ermächtigung des Regierungspräsidenten in Kassel als Höherer Naturschutzbehörde als Landschaftsschutzgebiet ausgewiesen. Mit der Unterschutzstellung war es im Landschaftsschutzgebiet Riedbachtal verboten Veränderungen vorzunehmen „die geeignet sind, die Natur zu schädigen, den Naturgenuss zu beeinträchtigen oder das Landschaftsbild zu verunstalten“. Das Schutzgebiet besitzt eine Größe von 96,54 Hektar, hat die nationale Kennung 2636028 und den WDPA-Code 555547208.
Der mittlere und südliche Teil des Landschaftsschutzgebiets liegt in einer der vielen Teilflächen des Fauna-Flora-Habitat(FFH)-Gebiets 4825-302 „Werra und Wehretal“ und gehört so zu dem europaweiten Schutzgebietssystem Natura 2000. Das mit einer Fläche von rund 24.500 Hektar größte FFH-Gebiet Hessens hat als wichtigsten Schutzzweck die Sicherung der großen zusammenhängenden Buchenwälder mit dem angrenzenden Grünland als Jagdreviere für das Große Mausohr und die Bechsteinfledermaus zum Ziel.

## Verlauf
Der gänzlich im Geo-Naturpark Frau-Holle-Land (Werratal.Meißner.Kaufunger Wald) fließende Oberrieder Bach entspringt als Dudenbach. Seine Quelle liegt auf der Nordnordwestflanke des Hohen Meißners (753,6 m ü. NHN) am zu Großalmerode zählenden ehemaligen Tagebau Bransrode auf etwa 610 m Höhe.
Der im Oberlauf auch Dudenbach (auch als linker Quellbach bezeichnet) genannte Bach fließt anfangs – nach Unterqueren des Frau-Holle-Pfads – vorbei am Heiligenberg (583,4 m) und am Bühlchen (537,2 m) und dann, fortan im Soodener Bergland verlaufend, durch Dudenrode und danach entlang der Landesstraße 3239. Ab Aufnahme des von den Bergwiesen am Hohen Meißner kommenden Ottersbachs (auch als rechter Quellbach bezeichnet) heißt er nur noch Oberrieder Bach und ist von dort an 6,9 km lang.
Etwas unterhalb dieser auf etwa 258 m Höhe gelegenen Bachvereinigung passiert der Oberrieder Bach nach Speisen einiger Fischteiche die östlich des Bachs am Hang des Hämmelsbergs (351,8 m) befindliche Hohlsteinhöhle (auch Kammerbacher Höhle oder Hilgershäuser Höhle genannt) und das an der L 3240 gelegene Hilgershausen südlich und östlich. Anschließend fließt er nordnordostwärts, den östlichen Roßkopf (482,4 m) passierend, weiterhin entlang der L 3240; dabei unterquert er unterhalb des Bergs den Europäischen Fernwanderweg E6.
Dann durchfließt der Oberrieder Bach Oberrieden, um kurz darauf nach Unterqueren der Bundesstraße 27 auf etwa 140 m Höhe in die Werra zu münden.

## Einzugsgebiet und Zuflüsse
Zu den Zuflüssen des Oberrieder Bachs, dessen Einzugsgebiet 24,069 km² groß ist, gehören bachabwärts betrachtet mit orographischer Zuordnung (l = linksseitig, r = rechtsseitig), Gewässerlänge, Mündungsort mit Bachkilometer des Oberrieder Bachs und – wenn bekannt – Einzugsgebietsgröße:
- Dudenbach (l; auch als linker Quellbach bezeichnet; 5,4 km), oberhalb Hilgershausen, km 6,9 (6,857 km²)
- Ottersbach (r; auch als rechter Quellbach bezeichnet; 3,2 km), oberhalb Hilgershausen, km 6,9 (2,46 km²)
- Brückenbach (r; 0,6 km), unterhalb Hilgershausen, km 5
- Sehlenbach (l; 2,1 km), unterhalb Hilgershausen, km 4,5 (1,528 km²)
- Heergraben (l; 1 km), etwa halbe Strecke zwischen Hilgershausen und Oberrieden, km 3